# Kleiner Vertrag von Versailles
Der kleine Vertrag von Versailles, auch als oder der polnische Minderheitenvertrag und formell als Minderheitenschutzvertrag zwischen den Alliierten und Assoziierten Hauptmächten und Polen bezeichnet, war ein in der Zeit nach dem Ersten Weltkrieg von den Mächten der Triple-Entente (ohne Sowjetrussland), den Vereinigten Staaten von Amerika (USA) und dem Japanischen Kaiserreich mit der Republik Polen abgeschlossener bilateraler Minderheitenvertrag. Er wurde am 28. Juni 1919 unterzeichnet, am selben Tag wie der Hauptvertrag von Versailles, was der Grund für die umgangssprachliche Bezeichnung ist. Der Vertrag gilt als der erste Minderheitenvertrag mit konkret ausgearbeiteten Schutzrechtbestimmungen und wird als Vorlage für die weiteren Minderheitenverträge erachtet, die in der Folgezeit abgeschlossen wurden. Ferner wird der polnische Minderheitenvertrag zusammen mit Artikel 87 bis 93 des Vertrags von Versailles als formelle Anerkennung von Polen als souveräner und unabhängiger Staat auf internationaler Ebene betrachtet.

## Hintergrund
In der Zeit nach dem Ersten Weltkrieg erreichte Polen nach 123 Jahren der Teilung die staatliche Unabhängigkeit (als Zweite Polnische Republik). Die Siegermächte beschlossen, dass wegen der erheblichen nicht-polnischen, nicht zuletzt deutschen Minderheiten auf Gebieten, die von Polen beansprucht wurden, sowie wegen anhaltender kriegerischer Auseinandersetzungen (insbesondere dem polnisch-ukrainischen Krieg von 1918 bis 1919 und dem polnisch-sowjetischen Krieg von 1919 bis 1920) Polen im Gegenzug für die gewährte staatliche Unabhängigkeit ein Abkommen zum Schutz der Minderheiten und ihrer Rechte zu unterzeichnen hatte.
Die Verhandlungen der Versailler Friedenskonferenz waren von dem Prinzip der Selbstbestimmung der Nationen geleitet. Die Siegermächte hatten jedoch erkannt, dass bei den neu entstandenen Staaten in Mittel- und Ostmitteleuropa dieses Prinzip, das der Vorstellung von Selbstbestimmung als Selbstregierung entsprang, in den kulturgeografischen und politischen kontinentalen Kontexten Mittel- und Ostmitteleuropas nicht zu realisieren ist, weshalb die Idee des staatsvertraglichen Minderheitenschutzes als Korrektiv dazu entstand. Auf den inneren Zusammenhang des Prinzips des Selbstbestimmungsrechts der Nationen mit den Staatsangehörigkeitsregelungen und der Staatsbürgerschaftspraxis von Nationalstaaten hat auch Hannah Arendt hingewiesen, als sie die Minderheiten nach dem Ersten Weltkrieg als „die Vettern der Staatenlosen“ bezeichnete und 1951 in ihrem Werk Elemente und Ursprünge totaler Herrschaft das Phänomen beschrieb, dass gerade in dem Augenblick die Garantie allgemeiner Menschenrechte in moderne Verfassungen aufgenommen wurde, als mit der Verwirklichung des nationalstaatlichen Prinzips auch in Ostmittel- und Südosteuropa allgemeine Menschenrechte als nationales Recht definiert wurden.
Im Verlaufe der Pariser Friedenskonferenz verschoben sich jedoch die Vorstellungen insbesondere der amerikanischen Delegation bezüglich der europäischen Nachkriegsordnung, weg von Forderungen nach Selbstbestimmung als Demokratisierung, hin zur Akzeptanz des Nationalstaates als Rahmen dieses Prozesses, weshalb der Minderheitenschutz ersonnen wurde und das Mittel sein sollte, die praktische Differenz zwischen der demokratisch-innerstaatlichen und der ethnisch-nationalen Selbstbestimmung zu vermindern.
Die Verpflichtung zum Abschluss des polnischen Minderheitenschutzvertrages wurde zur Bekräftigung auch in Artikel 93 des Hauptvertrages von Versailles festgehalten:

„Polen ist damit einverstanden, daß die alliierten und assoziierten Hauptmächte in einem mit ihm zu schließenden Vertrag die Bestimmungen aufnehmen, die sie zum Schutz der Interessen der nationalen, sprachlichen und religiösen Minderheiten in Polen für notwendig erachten, und genehmigt damit diese Bestimmungen.“

## Inhalt des Vertrages
Der Vertrag sollte insbesondere vorherige deutsche, österreichische, ungarische und russische Staatsangehörige in Polen hinsichtlich deren „umfassenden Schutz des Lebens und der Freiheit aller Menschen unabhängig von ihrem Geburtsort, Staatsangehörigkeit, Sprache, Rasse oder Religion“ (Artikel 2) schützen und verpflichtete zu einem Diskriminierungsverbot (Artikel 7). Im Gegenzug wurden nach Artikel 3 alle bisherigen, zum Zeitpunkt des Vertragsschlusses auf dem Staatsgebiet der Republik Polen ansässigen deutschen, österreichischen, ungarischen und russischen Staatsangehörigen ipso facto zu polnischen Staatsbürgern erklärt, wobei diesen das Recht zustand, für ihre ursprüngliche Nationalität zu optieren; ggf. mussten diese binnen 12 Monaten das Staatsgebiet der Republik Polen verlassen. Alle auf dem neu geschaffenen polnischen Staatsgebiet geborenen Personen galten gemäß Artikel 4 ipso facto als polnische Staatsangehörige, konnten jedoch binnen zwei Jahren nach Vertragsabschluss ihre polnische Staatsangehörigkeit aufgeben.
Zentrale Bedeutung hat Artikel 7 des Vertrages, der ein weitreichendes Diskriminierungsverbot vorsah:

„Alle polnischen Staatsangehörigen sind vor dem Gesetze gleich und genießen ohne Unterschied des Volkstums, der Sprache oder der Religion die gleichen bürgerlichen und staatsbürgerlichen Rechte. (...) Kein polnischer Staatsangehöriger darf in dem freien Gebrauch einer beliebigen Sprache irgendwie beschränkt werden, weder in seinen persönlichen oder wirtschaftlichen Beziehungen, noch auf dem Gebiete der Religion, der Presse oder bei Veröffentlichungen jeder Art, noch endlich in öffentlichen Versammlungen.“

Ferner wurde in dem Vertrag bestimmt, dass Polen einen Teil der Schulden des russischen Staates zu übernehmen hatte und den „alliierten und assoziierten Staaten“ eine Meistbegünstigungsklausel im Transithandel gewähren musste (Artikel 14–18).
Tatsächlich wurden die Schutzbestimmungen des Vertrages jedoch nicht oder nur pro forma eingehalten. Die Zeit nach dem Ersten Weltkrieg war stark von nationalistischen Tendenzen der Europäischen Mächte geprägt und der Völkerbund verfügte zudem nicht über geeignete Sanktionsmittel um die Einhaltung der Vertragsbestimmungen durchzusetzen.

## Schutz jüdischer Minderheiten
Eine Besonderheit war der Schutz jüdischer Minderheiten, die in einigen Klauseln des Vertrages explizit geregelt war. Zwar galten auch die allgemeinen Bestimmungen des Vertrages zur Religionsfreiheit (Artikel 2) und Gleichheit vor dem Gesetz (Artikel 7), als Besonderheit ist jedoch u. a. Artikel 8 zu sehen, der das Recht auf freie Religionsausübung für alle polnische Staatsangehörige vorsah, verbunden mit dem Recht, zur Religionsausübung eine eigene Sprache zu nutzen, was insbesondere für die jiddische und die hebräische Sprache relevant war. Ferner sah Artikel 10 die staatliche Finanzierung jüdischer Schulen vor und Artikel 11 den Schutz des Schabbess. Es durften keine Rechtsnachteile für Juden entstehen, wenn diese an Samstagen geschäftliche oder behördliche Termine wahrnehmen mussten, und es wurde vereinbart, in Polen keine Wahlen an Samstagen abzuhalten (Artikel 11 zweiter Absatz).
Hintergrund der Aufnahme dieser Regelungen war, dass die westeuropäischen und amerikanischen Delegationen sich nicht nur mit einem von ihren politischen Traditionen abweichenden Nationenverständnis seitens der Politiker der neuen Staaten konfrontiert sahen, sondern auch seitens der Lobbyorganisationen verschiedener Minderheiten, insbesondere seitens Organisationen des osteuropäischen Judentums. Die Jüdinnen und Juden wurden in Paris als „Minorität par excellence“ anerkannt und als Ideengeber der zu kodifizierenden Minderheitenrechte eingeschätzt. Dass die Minoritätenfrage überhaupt zum Gegenstand zwischenstaatlicher Abmachungen und vertraglicher Verpflichtungen gemacht wurde, wird wesentlich der jüdischen Delegation zugeschrieben.

## Unterzeichnung und Kündigung des Vertrages durch Polen
Der Vertrag wurde von den polnischen Vertretern in Versailles, Roman Dmowski und Ignacy Jan Paderewski am 28. Juni 1919 unterzeichnet, am selben Tag wie der Hauptvertrag von Versailles. Die Ratifizierung erfolgte durch das polnische Parlament, dem Sejm, am 31. Juli 1919. Der Vertrag wurde am 10. Januar 1920 in Kraft gesetzt. Die Kündigung des Vertrages durch Polen erfolgte auf der Versammlung des Völkerbunds in Genf am 13. September 1934.

## Minderheitenschutz und Diskriminierungen
Der Vertrag gilt als der erste Minderheitenvertrag mit konkret ausgearbeiteten Schutzrechtbestimmungen und wird als Vorlage für die weiteren Minderheitenverträge betrachtet, die in der Folgezeit durch die Pariser Vorortverträge abgeschlossen wurden. In den meisten Fällen wurden die Vereinbarungen zum Minderheitenschutz lediglich als einzelne Bestimmungen in die jeweiligen Hauptverträge der Pariser Vorortverträge eingearbeitet. Infolgedessen regelte das Deutsch-Polnische Abkommen über Oberschlesien vom 15. Mai 1922, ein zwischen der Republik Polen und dem Deutschen Reich abgeschlossener bilateraler Minderheitenvertrag, den Schutz von Minderheiten und der wirtschaftlichen Verhältnisse in den vom Deutschen Reich an Polen nach dem Ersten Weltkrieg abgetretenen Gebieten in Oberschlesien.
Wegen Diskriminierungen und Gewalttaten gegen Angehörige der deutschen Minderheit während der Kommunalwahlen wurde Polen auf Initiative des deutschen Außenministers Julius Curtius im Januar 1931 vom Völkerbundsrat verurteilt.